# A Mansão dos Vampiros
A Mansão dos Vampiros é uma telenovela produzida pela TV Excelsior em 1969. É a primeira novela da televisão brasileira do gênero terror. Uma produção de Jacy Campos, com Miriam Rodrigues, Fernando Reski, Ida Gaus, marcou a estreia do ator Mário Gomes ainda adolescente e teve a participação da atriz Tereza Rachel. Foi exibida apenas para o Rio de Janeiro.